# Olmeta-di-Tuda
Olmeta-di-Tuda é uma comuna francesa na região administrativa da Córsega, no departamento de Alta Córsega. Estende-se por uma área de 17,4 km². 